# Лось, Евдокия Яковлевна
Евдоки́я Я́ковлевна Лось (бел. Еўдакі́я Я́каўлеўна Лось; 1929—1977) — белорусская советская писательница. Член Союза писателей СССР (1957).

## Биография
Родилась 1 марта 1929 года в крестьянской семье в д. Старина Ушачского района Витебской области.
В 1934 году семья переселилась в Ушачи. До начала Великой Отечественной войны окончила 5 классов. После окончания Ушачской семилетней школы училась на школьном отделении Глубокского педагогического училища (1945—1948). В 1955 году окончила филологический факультет Минского педагогического института имени М. Горького. Являлась литературным работником белорусской молодёжной газеты «Чырвоная змена», детской газеты «Зорька» (1951—1952), редактором Учебно-педагогического издательства Белорусской ССР (1952—1959). В 1960 году окончила Высшие литературныех курсы в Москве. С 1961 года — редактор Учебно-педагогического издательства Белорусской ССР, литературный сотрудник белорусской газеты «Звязда», с 1963 года на творческой работе. В 1970—1972 годы — ответственный секретарь журнала «Работніца і сялянка».
Похоронена на Восточном кладбище Минска.

## Творчество
Дебютировала стихотворением в 1948 году (полоцкая газета «Большевистское знамя», журнал «Работніца і сялянка»). Известна как лирический поэт, автор детской прозы и поэзии. Поэзия Е. Лось переводилась на русский, украинский, литовский языки. Музыку на тексты Е. Лось создавали В. Оловников, Г. Вагнер, Д. Каминский, Ю. Семеняко, Д. Смольский. Перевела на белорусский язык книгу стихов С. Баруздина «Страна, где мы живём» (1977).

## Семья
Муж - Олег Иванович Таболо (1929 — 2003), был репрессирован. Брак длился несколько лет.

Сын - Дмитрий Олегович Лось (род. 1963)

### Поэтические сборники
- бел. «Сакавік» («Март») (1958)
- бел. «Палачанка» («Полочанка») (1962)
- бел. «Людзі добрыя» («Люди добрые») (1963)
- бел. «Хараство» («Благодать») (1965)
- бел. «Яснавокія мальвы» («Ясноглазые мальвы») (1967)
- бел. «Вянцы зруба» (выбранае) («Венцы сруба (избранное)») (1969)
- бел. «Перавал» (вершы и паэмы) («Перевал (стихи и поэмы)») (1971)
- бел. «Галінка з яблыкам» («Ветка с яблоком») (1973)
- бел. «Лірыка» («Лирика») (1975)
- бел. «Лірыка ліпеня» (вершы и паэмы) («Лирика июля (стихи и поэмы)») (1977)
- бел. «Валошка на мяжы» (выбранае) («Василёк на границе (избранное)») (1984)

### Сборники поэзии для детей
- бел. «Абутая елачка» («Обутая ёлочка») (1961)
- бел. «Казка пра Ласку» («Сказка про Ласку») (1963)
- бел. «Вяселікі» («Веселики») (1964)
- бел. «Зайчык-выхваляйчык» («Зайчик-хвалько») (1970)
- бел. «Дванаццаць загадак» («Двенадцать загадок») (1974)
- бел. «Смачныя літары» («Вкусные буквы») (1978)

### Сборники рассказов
- бел. «Пацеркі» («Чётки») (1966)
- бел. «Травіца брат-сястрыца» («Травушка братик-сестрица») (1970)
- бел. «Дзесяць дзён у Барку» («Десять дней в Борку») (1984)

### Избранное
- бел. «Выбранае : у 2 кнігах» («Избранное : в 2 книгах») (1979)
- бел. «І каласуе даўгалецце : Вершы» («И колосится долголетие : Стихи») (1998)

### В переводе на русский язык
- Лось, Е. Я. Если помнить о солнце : стихи / Е. Я. Лось; Пер. с белорус. — Москва : Молодая гвардия, 1960. — 93 с.
- Лось, Е. Я. Купалка : стихи / Е. Я. Лось; Пер. с белорус. — Москва : Советский писатель, 1963. — 126 с.
- Лось, Е. Я. Зелёная светлица : стихи / Е. Я. Лось; Пер. с белорус. — Москва : Советский писатель, 1968. — 111 с.
- Лось, Е. Я. Обутая ёлочка : стихи / Е. Я. Лось; Пер. с белорус. Э. Котляр; худ. Р. Варшамова. — Москва : Малыш, 1972. — 14 с.
- Лось, Е. Я. Венок : стихи / Е. Я. Лось; Пер. с белорус. — Москва : Советский писатель, 1973. — 150 с.
- Лось, Е. Я. Синие дни : стихи / Е. Я. Лось; Пер. с белорус. Э. Котляр; худ. Р. Варшамова. — Москва : Детская литература, 1973. — 15 с.
- Лось, Е. Я. Песня твоей сестры : стихи / Е. Я. Лось; Пер. с белорус. — Москва : Молодая гвардия, 1977. — 142 с.
- Лось, Е. Я. Птица счастья : стихи, поэмы / Е. Я. Лось; Пер. с белорус. — Москва : Советский писатель, 1979. — 160 с.

## Награды и звания
- Орден «Знак Почёта»
- Почётная грамота Президиума Верховного Совета Белорусской ССР
- Почётная грамота Президиума Верховного Совета Латвийской ССР
- Медаль

## Память
Имя Е. Лось носит улица в Витебске, Ушачская районная библиотека. В Витебске у областной библиотеки установлен памятник Е. Лось.